# Отуркпо
Отуркпо (англ. Oturkpo) — город и район местного управления на юго-востоке Нигерии, на территории штата Бенуэ.

## Географическое положение
Город находится в юго-западной части штата, к югу от реки Бенуэ, на высоте 152 метров над уровнем моря.
Отуркпо расположен на расстоянии приблизительно 68 километров к юго-западу от города Макурди, административного центра штата и на расстоянии 210 километров к юго-юго-востоку (SSE) от Абуджи, столицы страны.

## Население
По данным переписи 1991 года численность населения Шаки составляла 83 218 человек.
Динамика численности населения города по годам:
| 1991   | 2012    |
| ------ | ------- |
| 83 218 | 119 977 |

## Религия
Город является центром епархии Римско-Католической церкви.

## Транспорт
Сообщение Отуркпо с другими городами Нигерии осуществляется посредством железнодорожного и автомобильного транспорта.
Ближайший аэропорт расположен в городе Макурди.